# ليف إت أول تو مي (أغنية)
ليف إت أول تو مي أو (بالإنجليزية: Leave It All to Me)‏ هي الأغنية الأولى للمغنية والممثلة الأمريكية ميراندا كوسجروف وشارة البداية لمسلسل نكلوديون من بطولة ميراندا المعروف باسم آي كارلي. تستضيف الأغنية بطل مسلسل نكلوديون السابق دريك بيل من دريك أند جوش عازفًا الجيتار ومغنيًا الأصوات الخلفية. تمت كتابة الأغنية من قبل مايكل كوركوران، أحد أعضاء فرقة بل، ودان شنايدر. بسبب تقيدات التوقيت، تم استخدام نسخة مقصرة من الأغنية كشارة بداية لمسلسل آي كارلي طوال حلقاته، لكن عرضت النسخة المطولة ضمن الألبوم الموسيقي للبرنامج. وصلت الأغنية للمركز المائة في تصنيف مجلة بيل بورد المعروف باسم بيلبورد هوت 100.

## المقطع الموسيقي المصور
تم عرض المقطع الموسيقي المصور بعد بث أحد حلقات آي كارلي في 24 مايو 2008. تظهر اللقطة الأولى حاسوبًا محمولًا يظهر موقع آي كارلي عليه. ميراندا كوسجروف (كارلي)، وناثان كريس (فريدي)، وجينيت مكوردي (سام)، وجيري تراينور (سبينسر) ودريك بيل يظهرون في المقاطع المعروضة على الحاسوب يرقصون ويغنون، بالإضافة إلى ظهور بعض المقاطع لأطفال يرقصون في الخلفية. في نهاية المقطع المصور تصغر شاشة الحاسوب بالتدريج حتى ينتهى المقطع. تم إخراج المقطع المصور من قبل دان شنايدر. تم عرض المقطع لأول مرة ضمن برنامج قناة إم تي في المعروف بأسم توتال ريكويس لايف بتاريخ 11 يونيو 2008.

## إصدارات الأغنية

### النسخة الرقمية
صدرت النسخة الرقمية عبر متجر أمازون الألكتروني بشكل منفصل. كما صدرت أيضًا ضمن النسخة الرقمية للألبوم الموسيقي «آي كارلي: موسيقي أصلية أو مستوحاة من المسلسل التلفزيوني الرائج».

### نسخة الألبوم الموسيقي
صدرت تلك النسخة في المتاجر لأول مرة في 10 يونيو 2008. كما صدرت أيضًا بشكل ألكتروني ضمن متاجر أمازون وآي تيونز.

### نسخةبيلبورد
صدرت نسخة بيبلورد في 24 يناير 2012 ضمن الألبوم الموسيقي «آي ساوندتراك 2»، ثان ألبوم تابع للمسلسل التلفزيوني آي كارلي.

### ليف إت أول تو شاين
ليف إت أول تو شاين هي نسخة جامعة بين أغنيتي بداية آي كارلي «ليف إت أول تو مي» وفيكتوريوس «مايك إت شاين». عرضت لأول مرة في 10 يونيو 2011، بأداء رئيسي من ميراندا كوسجروف وفيكتوريا جاستيس مع أصوات خلفية من باقي طاقم البرنامجين. صدرت الأغنية ضمن الألبوم الموسيقي الأول لفيكتوريوس بدون أصوات غناء خلفي وبمكساج مختلف عن النسخة المعروضة في المسلسل.

## ظهور خارجي
- في الحلقة الثامنة من هاوس، «نفخ الصافرة»، يطلب هاوس من إحدى مرضى العيادة ليقفز على قدم واحدة ويغني شارة آي كارلي.[4]
- في الموسم الثاني من مبتكري الألعاب، حلقة «محابي الألعاب»، يظهر الطاقم وهم يغنون شارة بداية آي كارلي بينما هم يشاهدون ماراثون من حلقات البرنامج. في نفس الحلقة يشير بايب إلى الأغنية عبر قول اسمها.
- في حلقة «قطار الملاهي» من زوي 101، تم استعمال الأغنية كنغمة هاتف للولا مارتينز.

## النسخ العالمية
تمت دبلجة الأغنية لعدة لغات لتسوق في دول أخرى، لكن مع أداء صوتي من أشخاص مختلفين وكلمات مختلفة قليلًا عن الأغنية الأصلية. تمت دبلجة الأغنية إلى:
- الألمانية (استمع)[4]
- المجرية (استمع)[5]
- البولندية
- التركية
- الهولندية
- البرتغالية (البرازيلية)
- الأسبانية (أوروبية وأميريكية)[6]
- الفرنسية
- الدنماركية

## رسوم بيانية
| الرسوم البيانية (2008 - 2009)     | الترتيب |
| --------------------------------- | ------- |
| تصنيف الأغاني المنفردة بالبرازيل  | 65      |
| الولايات المتحدة: بيلبورد هوت 100 | 100     |

## معلومات إضافية
- على الرغم من إذاعة النسخة الإنجليزية للأغنية ببلغاريا وهولندا، إلا أن الأصوات تبدو أنعم من النسخة الإنجليزية بفارق بسيط. تأتي تلك المشكلة غالبًا نتيجة عملية تسريع الأغنية الإنجليزية لتقصير وقت العرض.
- تم غناء الأغنية من قبل كارلي في البرنامج في الحلقة العشرين من الموسم الثالث، «أنا أهزم الحر».